# 化妝棉

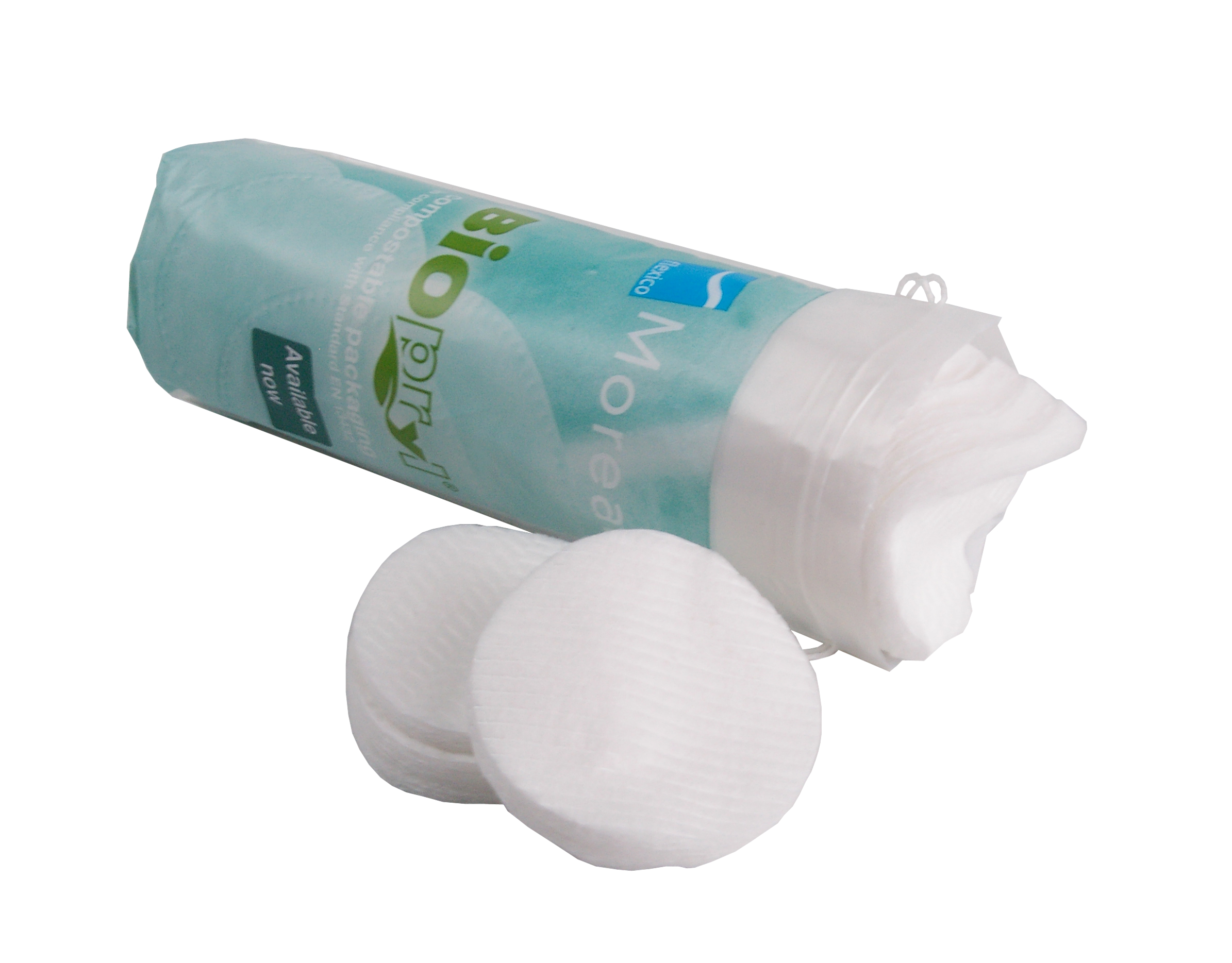
化妝棉

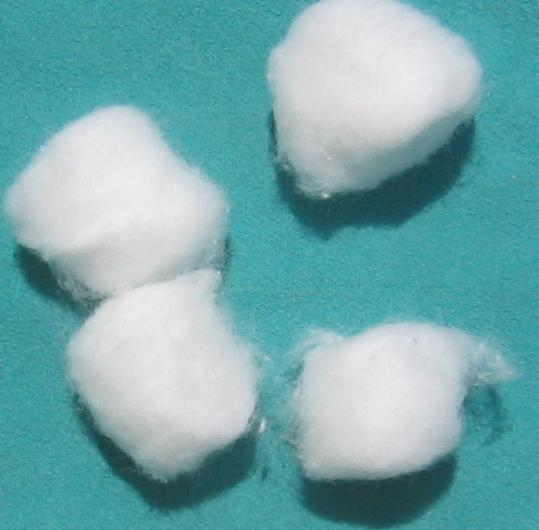
棉球

化妝棉或棉球是由棉花製成的小塊布料，於化妝時使用或用於醫學領域。在醫療上使用棉球可以避免穿刺造成的出血，例如注射或採血，使用時會使用膠帶固定。棉球也可以沾酒精、碘酒或其他藥劑做為消毒皮膚或給藥的方式。化妝棉也可用於卸除化妝品。化妝棉質地柔軟，可用於清潔嬰兒。。
化妝棉及棉球的名稱中雖有「棉」字，但現代棉球和化妝棉不是全部由棉組成，而由成本低的漂白劑、合成纖維，例如聚酯和尼龍組成。在美国，這些產品因非編織材料通常標示為「棉球」（例如，一次性紙巾、尿片和衛生棉條等），這些產品也未列在美國聯邦貿易委員會針對紡織品的強制標籤要求中（美國法典第15编 § 第70j節）。
棉球恐懼症曾有報導，但目前盛行率未知。

## 歷史
自從人類種植棉時，就開始用棉花來清潔。早在中国历史589年（約隋朝）時，就有用棉和麻製作衛生紙的記錄。1891年時拉雷多報提到個有位女性將棉球放在她的臉頰中，讓臉看起來比較沒那麼廋。1898年Jerome B. Dillon申請了一個新型的 脐带繃帶專利，其中使用「抗菌吸水的棉球」。
Joseph A. Voss在1937年發明了可將棉卷解開，切割成固定大小棉球的機器，開始了化妝棉和棉球的大量使用。生產棉球的廠商早在1948年就在報紙上刊登廣告，推廣其商品。1965時Opelousas Daily World報導美國的化妝棉產業價格為美金六千萬（若以2016年的消費者物價指數-物價調整美元，則為4.604億元。）。當時的產業也擔心有些化妝產品使用尼龙，但也標示「棉球」，會讓實際含棉的棉球產量減少，傷害生產棉的地區。1986年強生公司（一家棉球製造商）刊登廣告表示「醫生建議使用棉球，不是使用合成泡芙（synthetic puffs）」。不過2013年時，大部份可購得的化妝棉及棉球，外面雖然有標示100% Cotton的有機認證，但其中主要是聚酯，只有少許的棉。
2015年時，Mass Market Retailers估計美國2014年化妝棉及棉球的總銷量為美金1.777億元，不如1999年的3.43億元。變化的原因是因為便宜零售商品牌的銷量增加：1999年售出的棉球中，只有50.1%是零售商品牌，2014年增加到88%。美國品牌的前三名是Swisspers、Swiss Beauty及Cotton Cloud 。

## 註解
1. ↑  參照：衛生紙